# X JAPAN WORLD TOUR 2015-2016 IN JAPAN
『X JAPAN WORLD TOUR 2015-2016 IN JAPAN』（エックスジャパン ワールドツアー 2015-2016 インジャパン）は、日本のロックバンドX JAPANが2015年11月28日から2015年12月15日にかけて行った日本ツアーである。

## 概要
2015年に開催された、日本ツアーである。ツアータイトルには「2015-2016」とあるが、後に2016年の公演は延期となった（後述）。X JAPANのライブツアーとしては、2011年のアジアツアー「X JAPAN WORLD TOUR Live 2011 Southeast Asian Tour」以来4年ぶり。また日本国内ツアーは1995年-1996年の「DAHLIA TOUR 1995-1996」以来約19年ぶりとなった。全7公演の予定で発表されていたが、後に、石巻、横浜、名古屋それぞれ一公演ずつ追加公演が発表され、全10公演となった。
この日本ツアーの後に「X JAPAN WORLD TOUR 2015-2016」のウェンブリー・アリーナ（イギリス）公演が2016年3月12日に予定されていたが、PATAの大腸憩室炎および門脈血栓症のため入院したことにより、X JAPANは一時活動休止を発表。と同時に同公演の延期が決定。また、本ツアー内に発売予定となっていたX JAPANのニューアルバムも発売延期となった。

## 参加メンバー

### X JAPAN
- YOSHIKI：ドラム・ピアノ
- TOSHI：ヴォーカル・ギター
- PATA：ギター
- HEATH：ベース
- SUGIZO：ギター・ヴァイオリン
- HIDE：ギター
- TAIJI：ベース

## 公演一覧

### 石巻ブルーレジスタンス（11/28）
宮城公演。追加公演。2015年から2016年に掛けて行われる世界ツアーの初日であり、日本国内ツアー初日。

X JAPANとしては、初となる小規模ライブハウス（キャパ150人）でのライブとなった。X時代を含めると、1991年「ALL NIGHT METAL PARTY」の目黒鹿鳴館公演以来約24年ぶりとなった。

チケットの半数は地元在住民への無料招待チケット、もう半分はヤフオク!にてチャリティーオークションに掛けられ販売された。

石巻市合体育館で無料パブリックビューイングも実施された。また同模様は、ニコニコ生放送にて生中継された。
セットリスト
- PROLOGUE（～WORLD ANTHEM）
- JADE
- Rusty Nail
- 紅
- Forever Love
- HERO
- BORN TO BE FREE
- X
- ENDLESS RAIN

### 横浜アリーナ（12/1）
神奈川公演初日。追加公演。本公演以降、アリーナクラスでの公演が始まる。

初披露となる新曲「Angel」が演奏された。

「Rusty Nail」が、アンコールで演奏されるのは、ライブ初披露の1994年東京ドーム公演「青い夜」以来となる。

また、解散以前のライブ定番曲であった「WEEK END」が、2009年の東京ドーム公演「X JAPAN WORLD TOUR Live in TOKYO 〜攻撃続行中〜」以来6年ぶりにフルで演奏された。
セットリスト
- Miracle
- JADE
- WEEK END
- Beneath The Skin
- Angel
- HERO
- DRAIN<2015>
- Say Anything (Acoustic ver.)
- Forever Love
- 紅
- Born To Be Free
- X

アンコール
- PROLOGUE（～WORLD ANTHEM）
- Rusty Nail
- ENDLESS RAIN
- ART OF LIFE (3rd Movement)

### 横浜アリーナ（12/2）
神奈川公演2日目。

「THE LAST SONG」が、2009年の香港公演「X JAPAN WORLD TOUR LIVE IN HONG KONG」以来、6年ぶりに演奏された。

1994年の初演奏以来初めて、「Rusty Nail」が演奏されない単独ライブとなった。

本公演での「Silent Jealousy」の演奏はこの日のみ。
セットリスト
- Miracle
- JADE
- WEEK END
- I.V.
- THE LAST SONG
- HERO
- DRAIN<2015>
- Longing 〜跡切れたmelody〜 (Acoustic ver.)
- Forever Love
- 紅
- Born To Be Free
- X

アンコール
- PROLOGUE（～WORLD ANTHEM）
- Silent Jealousy
- ENDLESS RAIN
- ART OF LIFE (3rd Movement)

### 横浜アリーナ（12/3）
神奈川公演3日目。

2015年の音楽フェスティバル「LUNATIC FEST.」にて初披露された新曲「Kiss the Sky」が、単独ライブとしては初演奏された。
セットリスト
- Miracle
- JADE
- WEEK END
- Beneath The Skin
- Kiss the Sky
- HERO
- DRAIN<2015>
- Tears (Acoustic ver)
- Forever Love
- 紅
- Born To Be Free
- X

アンコール
- PROLOGUE（～WORLD ANTHEM）
- Rusty Nail
- ENDLESS RAIN
- ART OF LIFE (3rd Movement)

### 横浜アリーナ（12/4）
神奈川公演4日目。

元々予定されていなかった12月1日の横浜アリーナ公演によって、X JAPANとしては初となる4日連続ライブの最終日となった。
セットリスト
- Miracle
- JADE
- WEEK END
- I.V.
- Kiss the Sky
- HERO
- DRAIN<2015>
- ROSE OF PAIN (Acoustic ver.)
- Forever Love
- 紅
- Born To Be Free
- X

アンコール
- PROLOGUE（～WORLD ANTHEM）
- Rusty Nail
- ENDLESS RAIN
- ART OF LIFE (3rd Movement)

### 大阪城ホール(12/7)
大阪公演。

大阪城ホールでの単独公演は1996年以来20年ぶりとなった。

X JAPAN復活後も、メンバーから大阪公演についての発言はたびたびあり、2009年開催予定となっていたが延期されていた。

また関東圏以外での単独公演は「DAHLIA TOUR 1995-1996」以来21年ぶりとなった。
セットリスト
- Miracle
- JADE
- WEEK END
- I.V.
- Kiss the Sky
- HERO
- DRAIN<2015>
- Say Anything (Acoustic ver.)
- Forever Love
- 紅
- Born To Be Free
- X

アンコール
- PROLOGUE（～WORLD ANTHEM）
- Rusty Nail
- ENDLESS RAIN
- ART OF LIFE (後半)

### マリンメッセ福岡（12/9）
福岡公演。

X JAPAN名義での九州公演は初となる。X時代を含めると「Violence In Jealousy Tour 1991 〜夢の中にだけ生きて〜」以来となった。	
セットリスト
- Miracle
- JADE
- WEEK END
- I.V.
- Kiss the Sky
- HERO
- DRAIN<2015>
- Longing 〜跡切れたmelody〜 (Acoustic ver.)
- Forever Love
- 紅
- Born To Be Free
- X

アンコール
- PROLOGUE（～WORLD ANTHEM）
- Rusty Nail
- ENDLESS RAIN
- ART OF LIFE (後半)

### 広島グリーンアリーナ（12/11）
広島公演。

1996年「DAHLIA TOUR 1995-1996」での同会場での公演以来、19年ぶりの広島公演。
セットリスト
- Miracle
- JADE
- WEEK END
- I.V.
- Kiss the Sky
- HERO
- DRAIN<2015>
- Tears (Acoustic ver.)
- Forever Love
- 紅
- Born To Be Free
- X

アンコール
- PROLOGUE（～WORLD ANTHEM）
- Rusty Nail
- ENDLESS RAIN
- ART OF LIFE (後半)

### 日本ガイシホール（12/14)
愛知公演初日。

1996年「DAHLIA TOUR 1995-1996」以来となる愛知公演の1日目。
セットリスト
- Miracle
- JADE
- WEEK END
- Beneath The Skin
- Kiss the Sky
- HERO
- DRAIN<2015>
- BLUE BLOOD (Acoustic ver.)
- Forever Love
- 紅
- Born To Be Free
- X

アンコール
- PROLOGUE（～WORLD ANTHEM）
- Rusty Nail
- ENDLESS RAIN
- ART OF LIFE (後半)

### 日本ガイシホール（12/15)
愛知公演二日目にして、日本ツアー最終日。追加公演。

同模様は、WOWOWにて生中継された。また全国のシネマコンプレックスにてライブビューイングも行われた。

復活後の曲であるWithout youが、2009年の東京ドーム公演「X JAPAN WORLD TOUR Live in TOKYO 〜攻撃続行中〜」以来6年ぶりに単独公演で演奏された。
セットリスト
- Miracle
- JADE
- WEEK END
- I.V.
- Kiss the Sky
- HERO
- DRAIN<2015>
- Without You  (Acoustic ver.)
- Forever Love
- 紅
- Born To Be Free
- X

アンコール
- PROLOGUE（～WORLD ANTHEM）
- Rusty Nail
- ENDLESS RAIN
- ART OF LIFE (後半)